# Gladys Kahaka
Gladys Kahaka est une biochimiste namibienne, titulaire d'un doctorat en sciences du végétal.

## Recherches
Gladys Kahaka est née au Botswana et a déménagé en Namibie après l’indépendance. Elle étudie à l'Université de Namibie avec des thèmes de recherches centrés autour de la préservation des riches ressources biologiques de son pays. Elle poursuit à l'Université de Nottingham au Royaume-Uni afin de finir sa thèse de doctorat.
En particulier, elle identifie des gènes dans des organismes, ce qui permet de mieux comprendre leur interaction avec l’environnement. Elle étudie trois espèces en danger : les guépards, tués par les agriculteurs, le ximénia, un arbre portant des fruits nutritifs et la griffe du diable, une plante médicinale qui peut fournir une source de revenu aux fermiers locaux.
Elle a fait partie des quinze jeunes scientifiques choisies par le programme « Prix L'Oréal-Unesco pour les femmes et la science » pour recevoir une bourse internationale afin de poursuivre leurs projets de recherche, c'est la première namibienne à recevoir cette récompense.